# Region Mittjylland
Region Mittjylland (danska: Region Midtjylland) är en region i västra Danmark, som inrättades 2007 och har 1 219 741 invånare, vilket motsvarade 22,46 % av landets totala befolkning 2006. Huvudförvaltningen ligger i staden Viborg.
Region Mittjylland bildades genom sammanslagning av Ringkjøbings amt, nästan hela Århus amt, större delen av Viborgs amt, samt norra halvan av Vejle amt.

## Kommuner
- Favrskovs kommun
- Hedensteds kommun
- Hernings kommun
- Holstebro kommun
- Horsens kommun
- Ikast-Brande kommun
- Lemvigs kommun
- Norddjurs kommun
- Odders kommun
- Randers kommun
- Ringkøbing-Skjerns kommun
- Samsø kommun
- Silkeborgs kommun
- Skanderborgs kommun
- Skive kommun
- Struers kommun
- Syddjurs kommun
- Viborgs kommun
- Århus kommun